# Анохин, Алексей Иванович
Алексе́й Ива́нович Ано́хин (1 февраля 1947, село Уварово, Тамбовская область — 24 ноября 2010, Москва) — военный деятель, политработник, генерал-полковник (1996); кандидат педагогических наук.

## Биография
В 1967 году окончил Тамбовское артиллерийское техническое училище, в 1967—1968 годах служил там же командиром взвода, секретарём комитета ВЛКСМ дивизиона. Затем проходил службу политработником в артиллерийских и ракетных частях Дальневосточного и Прибалтийского военных округов.
В 1975 году окончил Минский педагогический институт. С 1977 года служил в Политуправлении Сухопутных войск.
С сентября 1980 года, окончив Военно-политическую академию имени В. И. Ленина, служил в ЦК ДОСААФ СССР (старший инспектор, начальник учебно-методического кабинета по организационно-массовой работе и военно-патриотической пропаганде, 1-й заместитель начальника управления, начальник управления, заместитель председателя ЦК ДОСААФ). Организовал в 1990 году Ленинградский драматический театр «Патриот» ДОСААФ.
В 1991—2004 годах — председатель Центрального совета Российской оборонной спортивно-технической организации РОСТО (ДОСААФ). Уйдя с поста председателя ЦС РОСТО (ДОСААФ) в 2004 году, не порывал связей с Оборонным обществом, продолжая помогать ему словом и делом.
Опубликовал более 80 научных работ, в том числе книги: «В труде и боях закаленное» (1998), «Они были первыми» (2000).
Академик Международной академии «Континент»; профессор Академии проблем безопасности, обороны и правопорядка.
Скончался Анохин А.И. 24 ноября 2010 года в Москве и был похоронен на Троекуровском кладбище (участок № 22).

## Награды и звания
- Орден «Знак Почёта» (1979)[3]

Могила Анохина А.И. на Троекуровском кладбище Москвы

- Орден «За военные заслуги» (1999)[3]
- Почётная грамота Правительства Российской Федерации (22 января 1997) — за заслуги в деле подготовки специалистов для Вооруженных Сил Российской Федерации, патриотического и физического воспитания молодежи
- 8 медалей
- Именное оружие
- Заслуженный работник физической культуры РФ[4]